# Горін Олександр Олегович
Олександр Олегович Горін (11 листопада 1956) — український дипломат. Надзвичайний і Повноважний Посол України.

## Біографія
Народився 11 листопада 1956 року в м.Донецьк. У 1978 закінчив Київський державний університет ім. Т. Г. Шевченка, факультет міжнародних відносин та міжнародного права. Аспірантура Київського державного університету (1981), Кандидат історичних наук (1982), Доцент (1989).
З 1981 по 1991 — асистент, старший викладач, доцент кафедри історії міжнародних відносин і зовнішньої політики СРСР.
З 1991 по 1993 — докторант Київського державного університету ім. Т. Г. Шевченка.

## Дипломатична діяльність
З 09.1993 по 06.1997 — перший секретар, радник Постійного представництва України при ООН, м. Нью-Йорк.
З 07.1997 по 05.1999 — заступник керівника — завідувач відділу країн Європи, Північної Америки та Японії Управління зовнішньої політики Адміністрації Президента України.
З 05.1999 по 12.1999 — заступник керівника Головного управління з питань зовнішньо-політичної діяльності Адміністрації Президента України.
З 12.1999 по 12.2002 — радник-посланник Посольства України в Канаді.
З 12.2002 по 06.2006 — Надзвичайний і Повноважний Посол України в Республіці Сінгапур.
З 11.2003 по 06.2006 — Надзвичайний і Повноважний Посол України в Брунеї Даруссаламі за сумісництвом.
З 10.2006 по 05.2007 — Посол з особливих доручень Першого територіального департаменту МЗС України.
З 05.2007 по 11.2007 — Посол з особливих доручень Третього територіального департаменту МЗС України.
З 11.2007 по 04.2008 — Посол з особливих доручень з питань протидії проявам расизму, ксенофобії та дискримінації.
З 04.2008 по 03.2011 — заступник Міністра закордонних справ України.
З 04.03.2011 по 17.03.2017 — Надзвичайний і Повноважний Посол України в Нідерландах.
30.03.2011 — вручив вірчі грамоти Її Величності Королеві Нідерландів Беатрікс.
06.06.2017 — Надзвичайний і Повноважний Посол України в Республіці Корея.